# Пото (Оклахома)
Пото (англ. Poteau) — місто (англ. city) в США, в окрузі Лефлор штату Оклахома. Населення — 8807 осіб (2020).

## Географія
Пото розташоване за координатами 35°2′34″ пн. ш. 94°38′7″ зх. д. / 35.04278° пн. ш. 94.63528° зх. д. (35.042765, -94.635207).  За даними Бюро перепису населення США в 2010 році місто мало площу 84,49 км², з яких 78,08 км² — суходіл та 6,41 км² — водойми.

### Клімат
| Клімат : Пото                                              | Клімат : Пото | Клімат : Пото | Клімат : Пото | Клімат : Пото | Клімат : Пото | Клімат : Пото | Клімат : Пото | Клімат : Пото | Клімат : Пото | Клімат : Пото | Клімат : Пото | Клімат : Пото | Клімат : Пото |
| Показник                                                   | Січ.          | Лют.          | Бер.          | Квіт.         | Трав.         | Черв.         | Лип.          | Серп.         | Вер.          | Жовт.         | Лист.         | Груд.         | Рік           |
| Абсолютний максимум, °C                                    | 28,9          | 29,4          | 33,3          | 35,0          | 37,8          | 43,3          | 45,0          | 48,9          | 43,3          | 38,3          | 31,1          | 28,3          | 48,9          |
| Середній максимум, °C                                      | 11,4          | 13,9          | 18,4          | 23,9          | 27,6          | 32,1          | 35,2          | 35,2          | 31,2          | 25,6          | 18,1          | 13,0          | 23,8          |
| Середній мінімум, °C                                       | −1,4          | 0,8           | 5,1           | 10,4          | 14,6          | 19,2          | 21,3          | 20,9          | 16,8          | 10,6          | 4,3           | 0,4           | 10,3          |
| Абсолютний мінімум, °C                                     | −21,7         | −21,7         | −13,9         | −6,1          | 1,1           | 7,8           | 9,4           | 9,4           | 0,6           | −5            | −12,2         | −21,1         | −21,7         |
| Норма опадів, мм                                           | 64            | 77            | 93            | 118           | 150           | 99            | 87            | 76            | 98            | 90            | 95            | 77            | 1124          |
| ---------------------------------------------------------- | ------------- | ------------- | ------------- | ------------- | ------------- | ------------- | ------------- | ------------- | ------------- | ------------- | ------------- | ------------- | ------------- |
| Джерело: http://www.wrcc.dri.edu/cgi-bin/cliMAIN.pl?ok7246 |               |               |               |               |               |               |               |               |               |               |               |               |               |

## Демографія
Згідно з переписом 2010 року, у місті мешкало 8520 осіб у 3178 домогосподарствах у складі 2133 родин. Густота населення становила 101 особа/км².  Було 3566 помешкань (42/км²).
Расовий склад населення:
| - 74,4 % — білих - 11,3 % — корінних американців - 1,4 % — чорних або афроамериканців - 0,6 % — азіатів - 0,1 % — вихідців з тихоокеанських островів - 5,8 % — осіб інших рас |

До двох чи більше рас належало 6,4 %. Частка іспаномовних становила 10,0 % від усіх жителів.
За віковим діапазоном населення розподілялося таким чином: 24,9 % — особи молодші 18 років, 60,5 % — особи у віці 18—64 років, 14,6 % — особи у віці 65 років та старші. Медіана віку мешканця становила 34,4 року. На 100 осіб жіночої статі у місті припадало 93,5 чоловіків;  на 100 жінок у віці від 18 років та старших — 91,5 чоловіків також старших 18 років.
Середній дохід на одне домашнє господарство  становив 52 029 доларів США (медіана — 38 026), а середній дохід на одну сім'ю — 61 685 доларів (медіана — 44 219). Медіана доходів становила 34 883 долари для чоловіків та 30 324 долари для жінок. За межею бідності перебувало 23,2 % осіб, у тому числі 28,8 % дітей у віці до 18 років та 10,7 % осіб у віці 65 років та старших.
Цивільне працевлаштоване населення становило 3346 осіб. Основні галузі зайнятості: освіта, охорона здоров'я та соціальна допомога — 25,4 %, роздрібна торгівля — 13,1 %, виробництво — 10,5 %, будівництво — 10,4 %.